# Häxprocessen i Sunnmøre
Den Häxprocess som ägde rum i Vanylven og Syvde i Sunnmøre mellan 1679 och 1683 var en av södra Norges större dokumenterade häxprocesser. Norges häxprocesser är i övrigt bäst dokumenterade i Nordnorge. Det var också den sista större häxprocessen. Den resulterade i tre avrättningar. 
Åtminstone åtta personer åtalades för trolldom i Vanylven og Syvde i Sunnmøre mellan 1679 och 1683, av vilka tre bekräftas ha blivit avrättade. Nitton personer sammanlagt åtalades för trolldom i detta område under 1600-talet, så dess år rådde en stor koncentration. De ägde rum under en period av starka sociala spänningar orsakade av en ekonomisk nedgång i Nordvestlandet. Anne Løset var den första som åtalades. Efter avrättningen av Løset 1679 fortsatte åtalen i trakten. 1680 avrättades Ingebrikt Størkersson. De som åtalades anklagades för att ha använt sig av skadlig magi. Rättegångarna upphörde slutligen 1683. 
Det var en av södra Norges större häxprocesser, som finns dokumenterade. Efter 1683 minskade Norges häxprocesser till mindre mål som bara gällde en person, och dödsstraffen upphörde efter 1695, varefter trolldomsmålen sinade fram till de upphörde 1754.  